# Molophilus (Austromolophilus) chrysopterus
Molophilus (Austromolophilus) chrysopterus is een tweevleugelige uit de familie steltmuggen (Limoniidae). De soort komt voor in het Australaziatisch gebied.